# Elecciones estatales de Veracruz de 1973
Las elecciones estatales de Veracruz de 1973 se lleva a cabo el domingo 2 de septiembre de 1973, y en ellas fueron los cargos de elección popular en el estado de Veracruz:
- 210 Ayuntamientos Compuestos por un Presidente Municipal y regidores, electo para un período de tres años no reelegibles de manera consecutiva.

## Nota
Debido a que las elecciones de Veracruz se realizó un Terremoto del 28 de agosto de ese mismo año. Aunque no alcanzaron los problemas de elección en una forma anulada del gobernador.

## Resultados electorales

### Ayuntamientos

#### Ayuntamiento de Xalapa
- Carlos Domínguez Millán  Hecho

#### Ayuntamiento de Veracruz
- Juan Domínguez Pereda  Hecho

#### Ayuntamiento de Orizaba
- Daniel Fougerat Román  Hecho

#### Ayuntamiento de Ciudad Mendoza
- Melitón Reyes Andrade  Hecho

#### Ayuntamiento de Coatzacoalcos
- Francisco King Hernández  Hecho

#### Ayuntamiento de Martínez de la Torre
- Pedro Manterola Rojas  Hecho